# میرنا رادولویچ
میرنا رادولویچ (به انگلیسی: Mirna Radulović) (زاده ۵ ژوئیهٔ ۱۹۹۲) خواننده صربستانی است.
او عضو گروه مویه ۳ است.